# Ryszard Kraśko
Ryszard Kraśko ps. "Henryk Podlaski" (ur. 16 czerwca 1931 w Lubaczynie koło Łunińca, zm. 4 października 1980 w Białymstoku) – polski pisarz, dziennikarz, autor powieści i opracowań historycznych, regionalista związany z Białostocczyzną. 

## Życiorys
Urodził się w rodzinie nauczycieli Wacława Kraśki i Marii z domu Rybaczek. Studiował na KUL-u, po czym przeprowadził się do Białegostoku. Był erudytą, humanistą i dziennikarzem z zamiłowania, felietonistą, reportażystą, zajmował się również publicystyką interwencyjną. Pisał książki o tematyce historycznej, powieści sensacyjne, stworzył cykl felietonów gwarowych dla Rozgłośni Polskiego Radia w Białymstoku, artykuły naukowe i przewodniki turystyczne tyczące Białostocczyzny, a także pisał sztuki dla Białostockiego Teatru Lalek. Zmarł w Białymstoku 4 października 1980 roku.

## Twórczość
Powieści
- Apostata
- Czwarta twarz Światowita Wydawnictwo Pojezierze, Warszawa 1981, 225 ss. ISBN 83-7002-055-0
- Diabelski zakręt. Powieść dla młodzieży
- Dymna zasłona
- Kumat. Opowieść o Jaćwingach
- Pejzaż z nieboszczykiem
- Skirmunt, syn Kumata
- Spółka z nieograniczoną odpowiedzialnością
- Szyderczy uśmiech fortuny
- Śmierć nie miewa urlopu

Wydawnictwa regionalne
Opracowano na podstawie katalogów BN i NUKAT.
- Białystok (współaut. Magdalena Rusinek-Kwilecka)
- Białystok. Informator turystyczny
- Białystok. Przewodnik-informator i plan miasta
- Białostocczyzna wita i zaprasza – szlakiem bohaterów "Potopu"
- Grajewo i okolice
- Osiemdziesiąt pięć lat Ochotniczej Straży Pożarnej w Szczuczynie
- Wstęp do: Wilk Henryk, Białystok w grafice Henryka Wilka
- XXV lat oświaty na Białostocczyźnie
- Z dziejów powstania styczniowego na białostocczyźnie 1863–1864
- Z książką do ludzi. 20 lat działalności Domu Książki w województwie białostockim
- Z teki szperacza